# Сребра Апостолова
Сребра Димова Иванова Домазетова - Апостолова е българска революционерка, терорист и четник на Вътрешната македоно-одринска революционна организация.

## Биография
Родена е в битолското село Лера, тогава в Османската империя, в семейството на Димо Иванов Домазетов и Петрана Домазетова. През 1901 година е посветена във ВМОРО от Темелко Спасов.
Жени се за Апостол Илиев и заедно с Донка Ушлинова убиват местния дерибей Джелеп Реджо Сульов. След това тримата бягат в гората, където намират четата на ресенския войвода Славейко Арсов, който ги облича в четнически униформи. След Илинденско-Преображенското въстание те са четници на Георги Сугарев. Майка ѝ Петрана Димова е арестувана, осъдена и лежи в затвора до Младотурската революция в 1908 година, когато е освободена и малко по-късно умира. Христо Настев си спомня за Сребра:
| „ | Сребра съ простодушния си пронизителенъ погледъ, съ завидно стройно развито тѣлосложение, които издаваха редка жизнерадость и вродена скромность на селска свенливость, криеше в себе си и своето кораво, но туптяще будно национално сърце. Винаги резервирана и скромна до наивност въ отношенията си, тя не се смущаваше отъ никакви нсзгоди и лишения при новото си положение. | “ |

След въстанието се прехвърлят в Свободна България и се установяват във Варна. Имат четири деца и живеят в бедност.
Умира на 31 януари 1942 година. На опелото и в катедралния храм „Успение Богородично“ говори председателят на дружество „Илинден“ Христо Настев. По време на българското управление в Македония жителите на Лера основават читалище „Донка и Сребра“, носещо името на двете героини от селото. На 27 юни 1943 година е положен основният камък на сградата на читалището.